# Lhůta (Vysoké Mýto)
Lhůta (německy Lhuta) je vesnice a část města Vysoké Mýto v okrese Ústí nad Orlicí. Nachází se asi 3,5 kilometru jihozápadně od Vysokého Mýta. Prochází zde silnice II/357. Lhůta leží v katastrálním území Lhůta u Vysokého Mýta o rozloze 4,14 km². V katastrálním území Lhůta u Vysokého Mýta leží i Knířov.

## Historie
První písemná zmínka o vesnici pochází z roku 1385.

## Pamětihodnosti
- Kamenný kříž na návsi z roku 1909 s veršem z Bible a nápisem „Postaveno L.P. 1909 nákladem Heleny Trnkové a osadníků Lhůtecko-Knířovských“.
- Kamenná kaplička
- Usedlosti z konce 19. století a počátku 20. století
- Požární zbrojnice